# Weißkehlspecht
Der Weißkehlspecht (Piculus leucolaemus) ist eine Vogelart aus der Familie der Spechte (Picidae).
Die Art wurde häufig als konspezifisch mit dem Litaspecht (Piculus litae) angesehen.
Der Vogel kommt von Südkolumbien und Ostecuador bis Brasilien (Amazonasbecken), Peru und Nordbolivien vor.

Verbreitungsgebiet

Der Lebensraum umfasst hohen, feuchten Wald in Terra Firme und Várzea entlang von Flüssen, an Waldrändern und Sekundärwald bis 1000 in Ecuador und bis 1400 m Höhe in Peru.
Die Art ist mutmaßlich Standvogel.
Das Artepitheton kommt von altgriechisch λευκός leukos, deutsch ‚weiß‘ und altgriechisch λαιμός laimos, deutsch ‚Kehle‘.

## Merkmale
Der Vogel ist 19 bis 20 cm groß. Das Männchen ist leuchtend rot von der Stirn bis zum Nacken. Die gelblich-grünen Ohrdecken werden nach unten durch ein goldgelbes Band begrenzt, das von der Schnabelbasis bis an den Nacken reicht. Der breite Kinnstreif ist rot, Kinn und Kehle sind weiß, die Oberseite bronze-grün, die Flügeldecken, Federspitzen und Ränder sind gelblich, die Flugfedern dunkelbraun mit innen blasser Zimtfarbe. Die Schwanzoberseite ist schwärzlich mit grünlicher Berandung. Die Brust ist vorne gelblich-grün, mit dunkleren Federspitzen, dann bis zu den zimtfarbenen Unterschwanzdecken weiß mit olivfarbener Bänderung. Der ziemlich kurze Schnabel ist spitz, leicht im First gebogen mit breiten Nasenöffnungen und schwärzlich bis grau. Die Iris ist dunkel- bis rotbraun, die Beine dunkeloliv bis schwärzlich.
Gegenüber dem Litaspecht (Piculus litae) ist er etwas größer, hat weniger Gelb am Kopf, nur Weiß an Kinn und Hals.
Beim Weibchen ist nur ein kleiner Nackenfleck rot. Jungvögel sind grüner gefiedert und weisen kein Rot auf.
Die Art ist monotypisch.

## Stimme
Der Ruf wird als langsame Folge nasaler, harsches Pfeiflaute „piissh“ oder „shreeyr“ beschrieben und ist eher selten zu hören.

## Lebensweise
Die Nahrung besteht vermutlich aus Insekten und deren Larven, die meist einzeln gesucht werden, auch mal paarweise oder in einer gemischten Jagdgemeinschaft. Die Suche erfolgt in oberer und mittlerer Baumetage durch Bohren und Hacken.
Über Brutzeit und Brutverhalten liegen keine Informationen vor.

## Gefährdungssituation
Die Art wird von der Weltnaturschutzunion als nicht gefährdet (Least Concern) eingestuft, jedoch gilt der Bestand als rückläufig. Basierend auf einem geschätzten Rückgang von 13 % des für sie als Lebensraum geeigneten Amazonasregenwalds innerhalb der nächsten drei Generationen der Art (13 Jahre), wird mit einem Populationsrückgang von bis zu 25 % innerhalb dieses Zeitraumes gerechnet.